# 1932 год в СССР

## Январь
- 1 января
  - Вотская автономная область переименована в Удмуртскую автономную область[1].
  - Вступил в строй Нижегородский автомобильный завод (позднее — Горьковский автомобильный завод (ГАЗ))[2].
- 9 января — открыто движение электрического трамвая в Челябинске.

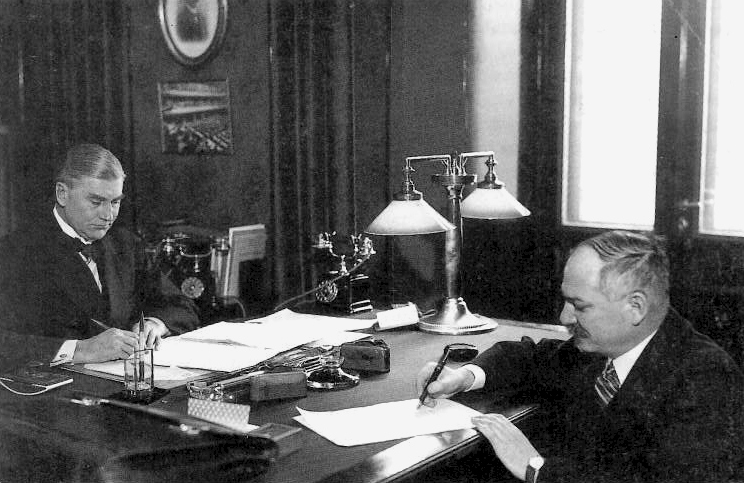
Подписание договора о ненападении. 21 января 1932, Хельсинки. Слева финский министр иностранных дел Аарно Юрьё-Коскинен, справа полпред Советского Союза в Финляндии Иван Майский.

- 21 января — Подписание договора о ненападении между СССР и Финляндией.
- 30 января — Начало XVII конференции ВКП(б)

## Февраль
- 4 февраля — началось переформирование 45-й стрелковой дивизии в 45-й механизированный корпус в г. Киеве Украинской Советской Социалистической Республики в СССР.
- 18 февраля — СССР предложил на Женевской конференции по разоружению проекты всеобщего, полного и немедленного разоружения либо прогрессивно-пропорционального сокращения вооружённых сил. Проекты были отклонены.
- 27 февраля — В Украинской ССР введено областное деление. Образованы Винницкая, Днепропетровская, Киевская, Одесская и Харьковская области.

## Март
- 10 марта — В Казакской АССР введено областное деление. Образованы Актюбинская, Алма-Атинская, Восточно-Казахстанская, Западно-Казахстанская, Карагандинская и Южно-Казахстанская области.
- 16 марта — ввод в строй Воскресенского химического комбината.
- 28 марта — Наркоматом тяжёлой промышленности СССР издан приказ № 181 о строительстве авиазавода в Иркутске, будущего Иркутского авиационного завода.
- 29 марта — ввод в строй первого Московского шарикоподшипникового завода.

## Апрель
- 3 апреля — пуск первой доменной печи на Кузнецком металлургическом комбинате.
- 6—13 апреля — Вичугская всеобщая стачка (бастовало около 16 тысяч рабочих), сопровождавшаяся массовыми беспорядками и закончившаяся экономическими уступками властей.

## Май
- 3 мая — первый полёт советской летающей лодки МБР-2[3].
- 5 мая — первый полёт дирижабля СССР В-1.
- 5 мая — в городе Долгопрудный начал работать комбинат по производству и эксплуатации дирижаблей «Дирижаблестрой».
- 10 мая — в селении Пермское Нижне-Тамбовского района Дальневосточного края высадились первые строители будущего города Комсомольска-на-Амуре.
- 16 мая — на территории города Ишимбая с глубины 680,15 метра скважина № 702 выбросила первый 36-метровый фонтан нефти, тем самым положив начало Второму Баку[4].

## Июнь
- 24 июня 
  - Основана авиакомпания Пулково.
  - Открыт аэропорт Пулково.

## Июль
- 8 июля — скончался русский писатель и прозаик Александр Грин
- 25 июля — Договор о ненападении между Польской Республикой и СССР

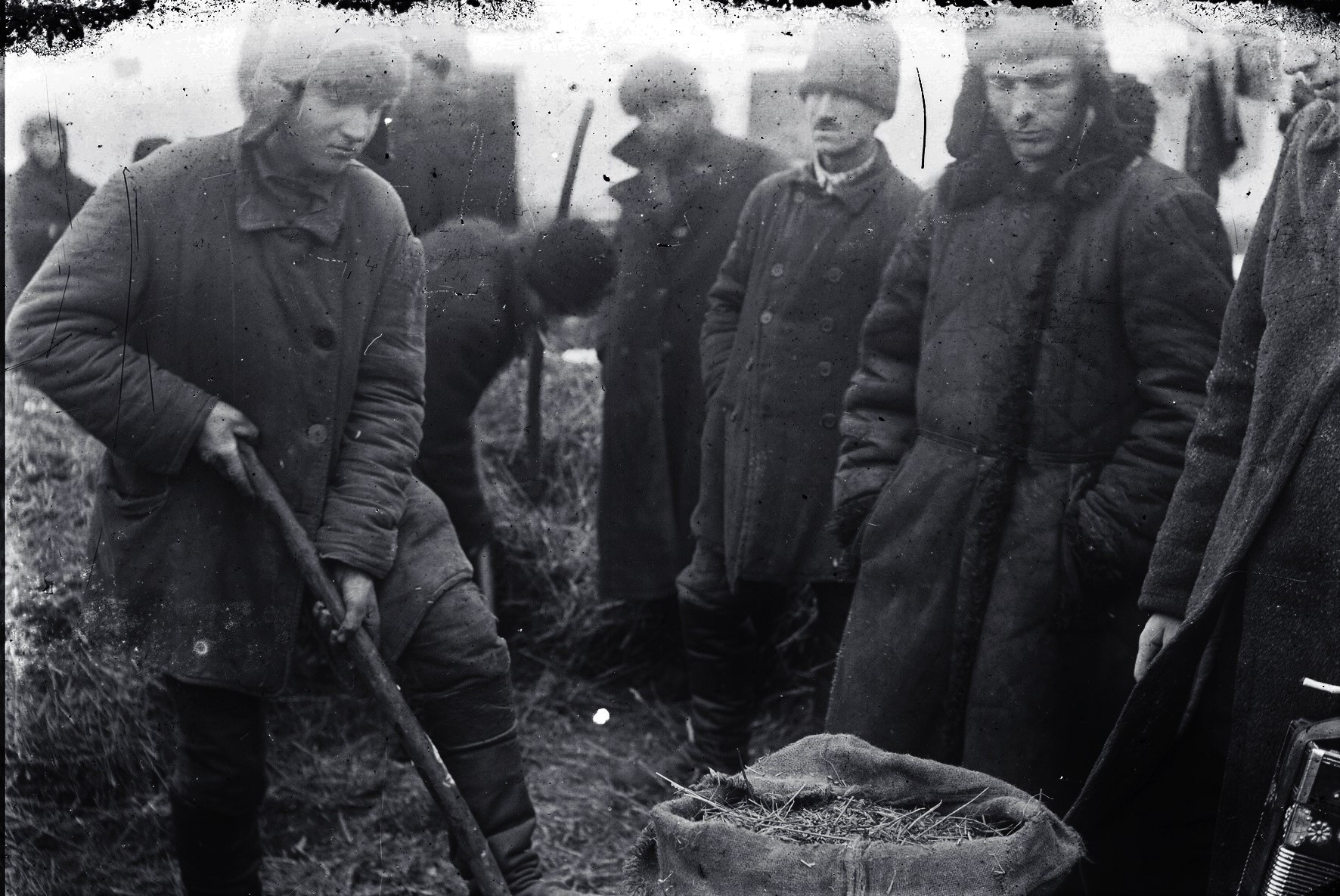
Понятые во дворе крестьянина при поиске хлеба в одном из сёл Гришинского района Донецкой области

## Август
- 7 августа — Постановление ЦИК и СНК СССР «Об охране имущества государственных предприятий, колхозов и кооперации и укреплении общественной (социалистической) собственности», которое впоследствии А.Солженицын назвал Законом о трёх колосках. Этим постановлением в юридическую практику СССР было введено понятие «хищения социалистической собственности» как «преступления против государства и народа»[5] и остановлены «массовые хищения государственного и колхозного имущества»[6].

## Октябрь
- 7 октября — Нижегородский край переименован в Горьковский край[7].
- 8 октября — первый полёт советского пассажирского самолёта ХАИ-1. Это был первый серийный самолёт разработки ХАИ под руководством И. Г. Немана. Первый серийный многоместный (6 пассажиров) пассажирский самолёт в Европе преодолевший скорость в 300 км/ч. Первый серийный советский пассажирский самолёт с убирающимися шасси.
- 10 октября — В Харьковском физико-техническом институте впервые в СССР проведена ядерная реакция по расщеплению атомного ядра лития.
  - Торжественный пуск Днепровской ГЭС имени В. И. Ленина.
- 11 октября — ВЦИК и СНК РСФСР принимают постановление «О создании Академии художеств».
- 11 октября — Реввоенсовет принял постановление о принятии на вооружение авиационного пулемёта ШКАС под наименованием «7,62-мм авиационный скорострельный пулемёт системы Шпитального — Комарицкого образца 1932 года».
- 26 октября — принято Постановление СНК РСФСР «Об установлении территории, на которую распространяется действие постановления ВЦИК и СНК РСФСР от 10 мая 1932 года о льготах для лиц, работающих на Крайнем Севере», которым установлены надбавки к зарплате (районные коэффициенты), льготный отпуск, компенсации на проезд к месту работу и выплата единовременных пособий работникам и членам их семей.

## Ноябрь
- 5 ноября — открыто трамвайное движение в Грозном.
- 7 ноября — открыто трамвайное движение в Таганроге.
- 7 ноября — открыто трамвайное движение в Шахтах.

## Декабрь
- 10 декабря — селение Пермское Нижне-Тамбовского района Дальневосточного края преобразовано в город Комсомольск-на-Амуре.
- 12 декабря — восстановлены дипломатические отношения между СССР и Китаем.
- 27 декабря — введение единой паспортной системы в СССР, образование паспортно-визовой службы и ограничение свободы перемещения сельского населения в крупные индустриальные центры СССР.

## Без точных дат
- Начало массового голода в СССР
- В Ярославле запущен СК-1, первый в мире завод по производству синтетического каучука в промышленных масштабах.
- На заводе редких элементов под руководством А. И. Любимцева был налажен первый в СССР качественный рентгеноспектральный анализ на редкоземельные металлы: тантал, ниобий, цирконий и др.